# برای پسران
برای پسران (به انگلیسی: For the Boys) نام فیلمی است که در سال ۱۹۹۱ به کارگردانی مارک رایدل و بر پایهٔ داستانی از نیل خیمه‌نز و لیندی لاب ساخته شد. بت میدلر موفق شد برای بازی در این فیلم در رشتهٔ بهترین بازیگر نقش اول زن نامزد دریافتِ جایزه اسکار شود.